# Lottie Cunningham Wren

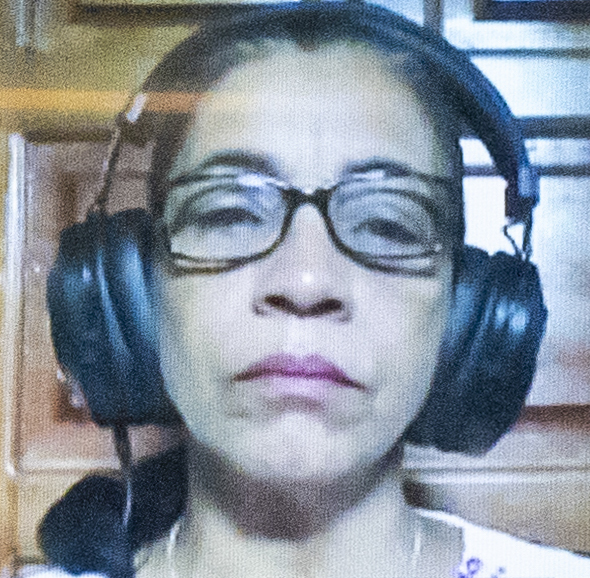
Lottie Cunningham Wren

Lottie Cunningham Wren (* 29. September 1959 in Bilwaskarma, Nicaragua) ist eine nicaraguanische Rechtsanwältin aus der Volksgruppe der Miskito. Sie verteidigt die Rechte indigener Völker in Nicaragua auf ihr Land und ihre Ressourcen.

## Leben
Lottie Cunningham Wren absolvierte eine Ausbildung zur Krankenschwester. Sie entschied sich jedoch später für ein Jurastudium. Ihre Motivation war es, indigenen Menschen zu ihren Rechten zu verhelfen. Sie studierte Rechtswissenschaften an der Universidad Centroamericana in Managua und promovierte 1994 dort. Seit 1995 arbeitet sie als Rechtsanwältin.
2003 gründete Wren die Nichtregierungsorganisation „Centro por la Justicia y Derechos Humanos de la Costa Atlántica de Nicaragua“ (CEJUDHCAN, deutsch: Zentrum für Gerechtigkeit und Menschenrechte an der Atlantikküste Nicaraguas). Sie ist Präsidentin der Organisation.
2020 erhielt sie für ihre Arbeit den Right Livelihood Award.